# إليوت بنشيتريت
إليوت بنشيتريت (مواليد 2 أكتوبر 1998) هو لاعب تنس محترف مغربي، أعلى تصنيف له في الفردي كان ال198 في فبراير 2020.

## روابط خارجية
- إليوت بنشيتريت على موقع رابطة محترفي التنس (الإنجليزية)
- إليوت بنشيتريت على موقع الاتحاد الدولي لكرة المضرب (الإنجليزية)
- إليوت بنشيتريت على موقع خلاصة التنس.كوم (الإنجليزية)
- إليوت بنشيتريت على موقع إي إس بي إن.كوم (الإنجليزية)